# New Jersey Nets 1979-1980
La stagione 1979-80 dei New Jersey Nets fu la 4ª nella NBA per la franchigia.
I New Jersey Nets arrivarono quinti nella Atlantic Division della Eastern Conference con un record di 34-48, non qualificandosi per i play-off.

## Roster
| N° | Naz.                   | Ruolo | Sportivo            | Anno | Alt. | Peso |
| -- | ---------------------- | ----- | ------------------- | ---- | ---- | ---- |
| 10 | Stati Uniti (bandiera) | G     | Robert Smith        | 1955 | 180  | 75   |
| 14 | Stati Uniti (bandiera) | GA    | Mike Newlin         | 1949 | 193  | 91   |
| 15 | Stati Uniti (bandiera) | G     | Eddie Jordan        | 1955 | 185  | 77   |
| 17 | Stati Uniti (bandiera) | AC    | Phil Jackson        | 1945 | 203  | 100  |
| 20 | Stati Uniti (bandiera) | GA    | Jan van Breda Kolff | 1951 | 201  | 88   |
| 21 | Stati Uniti (bandiera) | AC    | Tim Bassett         | 1951 | 203  | 102  |
| 22 | Stati Uniti (bandiera) | GA    | Roger Phegley       | 1956 | 198  | 93   |
| 23 | Stati Uniti (bandiera) | G     | John Williamson     | 1951 | 188  | 84   |
| 33 | Stati Uniti (bandiera) | AC    | Maurice Lucas       | 1952 | 206  | 98   |
| 34 | Stati Uniti (bandiera) | GA    | Winford Boynes      | 1957 | 198  | 84   |
| 43 | Stati Uniti (bandiera) | A     | Calvin Natt         | 1957 | 198  | 100  |
| 44 | Stati Uniti (bandiera) | GA    | Ralph Simpson       | 1949 | 196  | 91   |
| 45 | Stati Uniti (bandiera) | A     | Cliff Robinson      | 1960 | 206  | 100  |
| 52 | Stati Uniti (bandiera) | AC    | George Johnson      | 1948 | 211  | 93   |
| 53 | Stati Uniti (bandiera) | AC    | Rich Kelley         | 1953 | 213  | 107  |
| 54 | Stati Uniti (bandiera) | AC    | Bob Elliott         | 1955 | 206  | 102  |

## Staff tecnico
- Allenatore: Kevin Loughery
- Vice-allenatori: Phil Jackson, Bob MacKinnon